# 朱师晦
朱师晦（1908年—1995年），男，广东丰顺人，中国寄生虫病和传染病专家，1934年毕业于中山大学医学院，1938年赴德國哥伦大学医学院學習热带病学，1939年获德国医学博士学位。1940年回国。曾任暨南大学医学院教授，广州华侨医院副院长。